# Watsonia lepida
Watsonia lepida är en irisväxtart som beskrevs av Nicholas Edward Brown. Watsonia lepida ingår i släktet Watsonia och familjen irisväxter. Inga underarter finns listade i Catalogue of Life.